# Круковецкие
Круковецкие (Krukowiecki) — польский графский и дворянский род, восходящий к концу XVI века.
Петр Круковецкий, польский шляхтич, после присоединения Галиции к Австрии. возведен Императрицею Мариею-Терезою в баронское достоинство королевства Галицкого. Род Графов Круковецких ведёт начало своё от барона Петра Круковецкого, которого римский император, король Галиции и Лодомерии Франц II грамотою 1784 года пожаловал в графское достоинство, изменив фамильный герб Круковецких Помян, как ниже описано. Сын упомянутого Петра, граф Иван Петрович Круковецкий был генералом дивизии Польских войск и принимал активное участие в событиях 1831 года.
Род графов Круговецких был внесён в родословные книги дворян Царства Польского.

## Описание герба
В расчетверённом щите накинут щиток, в голубом поле которого голова зубра, проткнутая мечом накось от правого угла к левому. В полях щита золотых и красных накрест, в первом: чёрный двуглавый орёл, с вензелем Римского Императора Иосифа II на груди; во втором, рыба серебряная, головою вправо; в третьем, три копья звездообразно, среднее остриём вниз; а в четвёртом топор, лезвием вправо.
На щите графская корона, на которой пять шлемов, увенчанных дворянскими коронами, с золотыми решётками и золотыми же на цепочках медалями. В навершиях шлемов, первого: чёрный козёл, выходящий влево; второго, такой же как в щите орёл; третьего, вооружённая рука с мечом вправо; четвёртого, пять павлиньих перьев, между двумя золотыми ключами, а пятого, топор воткнутый остриём, вправо. Намёт от среднего шлема чёрный, подложенный голубым, а от крайних красный, подбитый справа золотом, а слева серебром. В опорах два тигра. Герб графов Круковецких внесён в Часть 1 Гербовника дворянских родов Царства Польского, стр. 18.